# 隋铭珊
隋铭珊（1910年—1991年），男，奉天（今辽宁）沈阳人，中国作物学家，曾任吉林省作物学会理事长]]，第三届全国人大代表，第五、六届全国政协委员。